# Бартелеми, Огюст Марсель
Огю́ст Марсе́ль Бартелеми́ (фр. Auguste Marseille Barthélemy; 1796 года, Марсель — 23 августа 1867 года, там же) — французский сатирический поэт, чьё имя неотделимо от его друга и соотечественника Жозефа Мери (1798—1866).
Вместе с Мери писал политические сатиры против Бурбонов («La Villéliade», «Les Jésuites» и др.) и Орлеанов (еженедельная газета «Némésis»). В 1830 г. Бартелеми выступает как поэт Июльской революции, беспощадно бичуя реакцию и ложный либерализм: к этому периоду относятся его книги «La satire politique» («Политическая сатира», 1830) и «Insurrection» («Восстание», 1831); в последней воспеты июльские дни в Париже. Сатира Бартелеми — хлесткая, злобная и, главное, беспощадно конкретная, пафос негодования питается у него доходящей до сарказма иронией, остроумно-хлестким издевательством над врагом. В конце концов поэт примирился с режимом и даже стал защищать его («Justification de l’état de siège» — «Оправдание осадного положения»). Измена политически убеждениям лишила Бартелеми популярности, которая не вернулась и после его самозащиты («Ma justification»). При Наполеоне III всецело служил правительству.

## Издания
- Поэтические сочинения Бартелеми и Мери в 6 т., 1833.